# Предузеће „Љубомир Картаљевић“ Пирот
Друштвено предузеће индустрија обуће „Љубомир Картаљевић“ основано је 1947. године као Занатско-обућарско-произвођачко-услужна задруга „Љубомир Картаљевић“ са седиштем у Пироту.  Променила је свој правни статус 1972. године и постаје Предузеће за производњу обуће „Љубомир Картаљевић“.  Производња је била углавном ручна и рађена је мушка ципела.
Касније се увела производња вулканизиране обуће, а производња класичне ципеле ручне производње је напуштена. 
Основна делатност предузећа је била производња обуће претежно од текстила и других вештачких материјала. Производиле су се све врсте собне обуће, зепе,  еспадриле, папуче и дечје сандале, од скаја као и пиросане. Предузеће је имало радне јединице Вулканизације, Шиваре, Одељење педниста и Службу заједничких послова. 
Поново мења назив 1986. године у Друштвено предузеће Индустрија обуће „Љубомир Картаљевић“. 
Производња је обустављена у новембру 2002. године. Покренут је стечајни поступак 5. октобра 2006, а завршен је 2. јула 2008. године. 